# Muzeul Geologic Național
Muzeul Geologic Național este un muzeu din București situat pe Șoseaua Kiseleff, în apropierea Pieței Victoriei și a Parcului Kiseleff. 
Muzeul Național de Geologie a fost fondat inițial în anul 1892 și redeschis publicului în 1990, în clădirea Institutului Geologic al României (monument istoric), construită între 1906 și 1907, după planurile arhitectului Victor Ștefănescu.
Expoziția permanentă este formată din 14 expoziții de bază și conține aproximativ 7.700 exponate din totalul de 70.000 de mostre aflate în colecțiile științifice ale muzeului.

## Galerie imagini

Bustul lui Ludovic Mrazec
Bustul lui Gheorghe Munteanu Murgoci
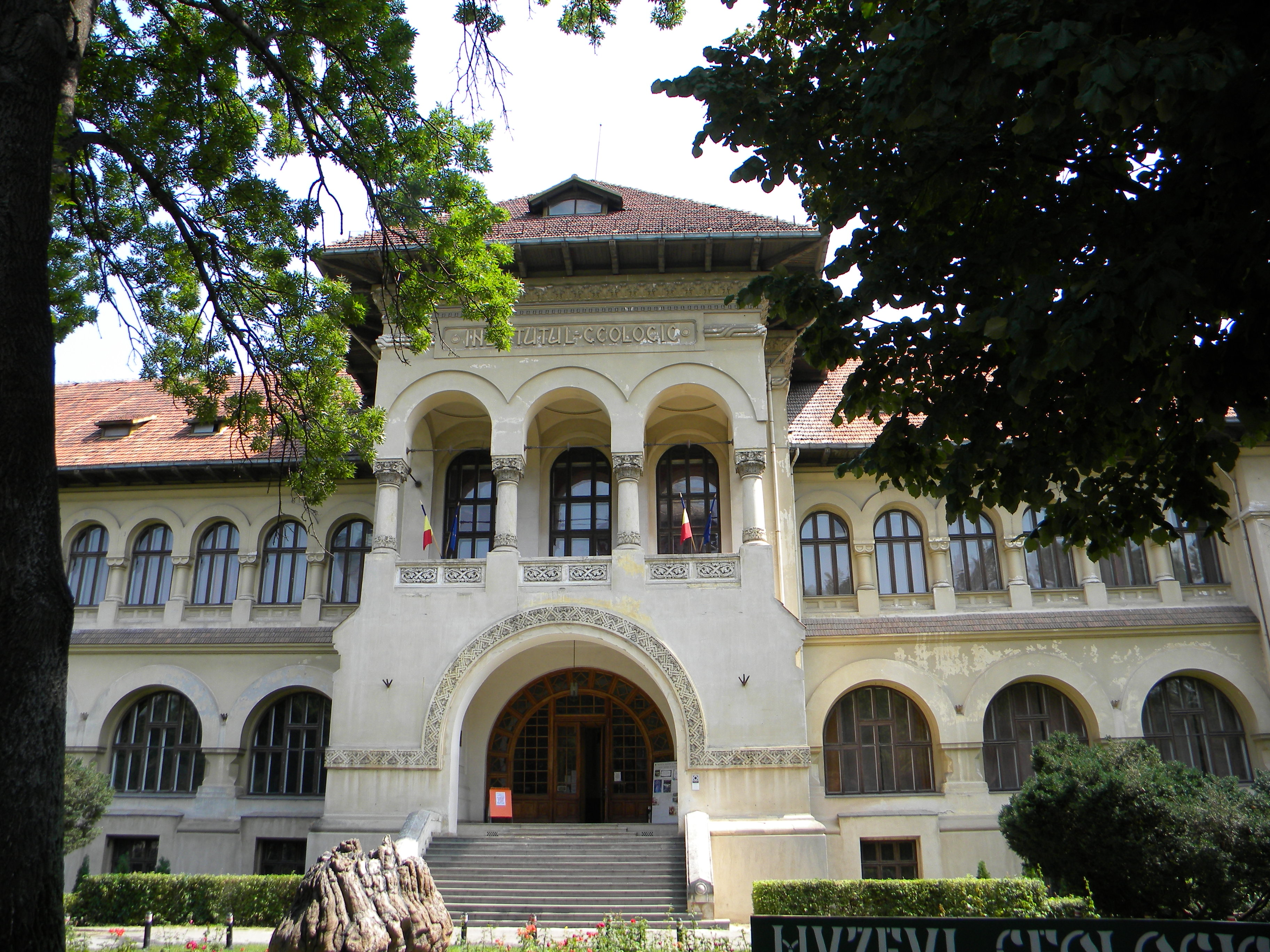
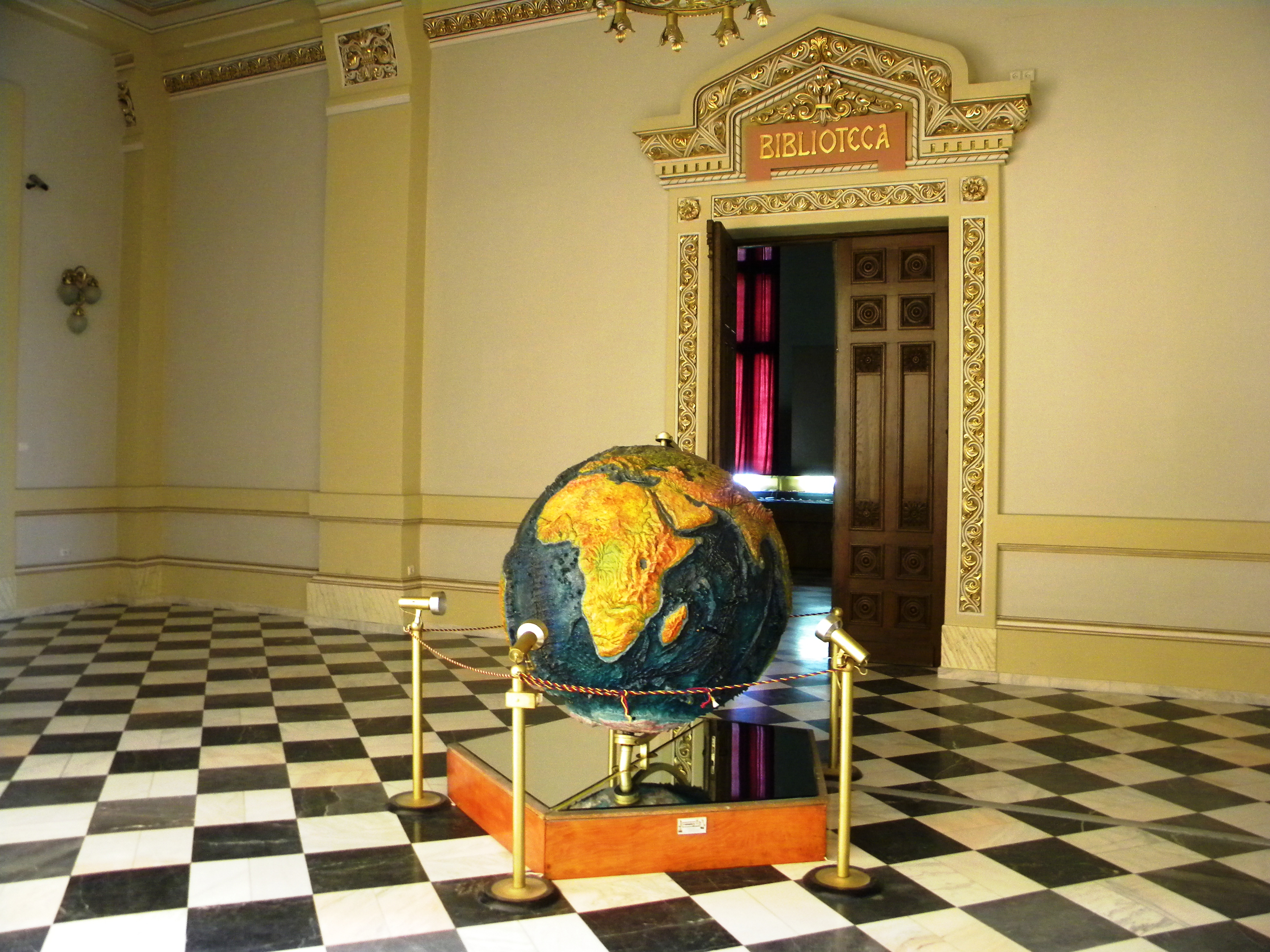
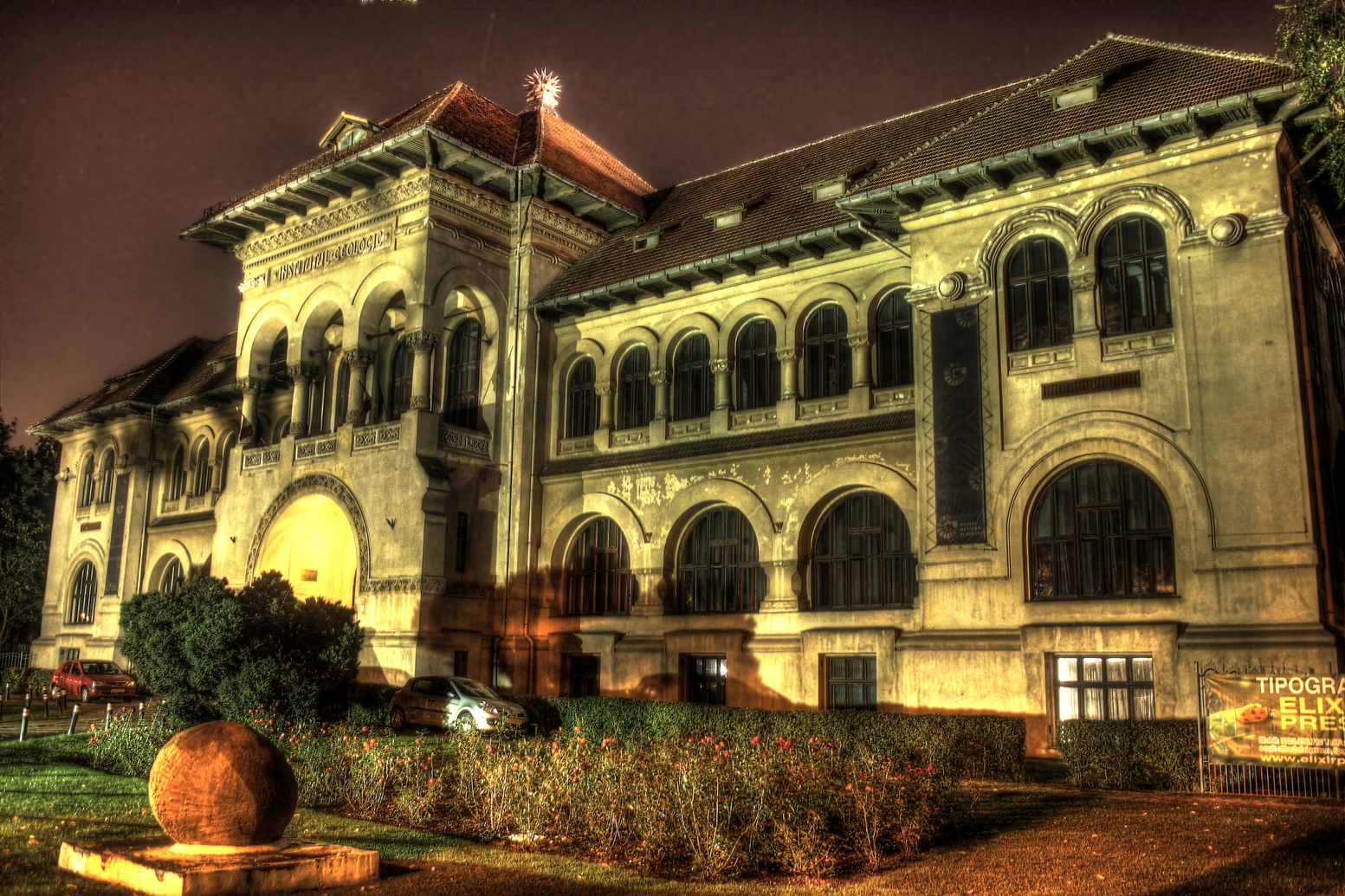
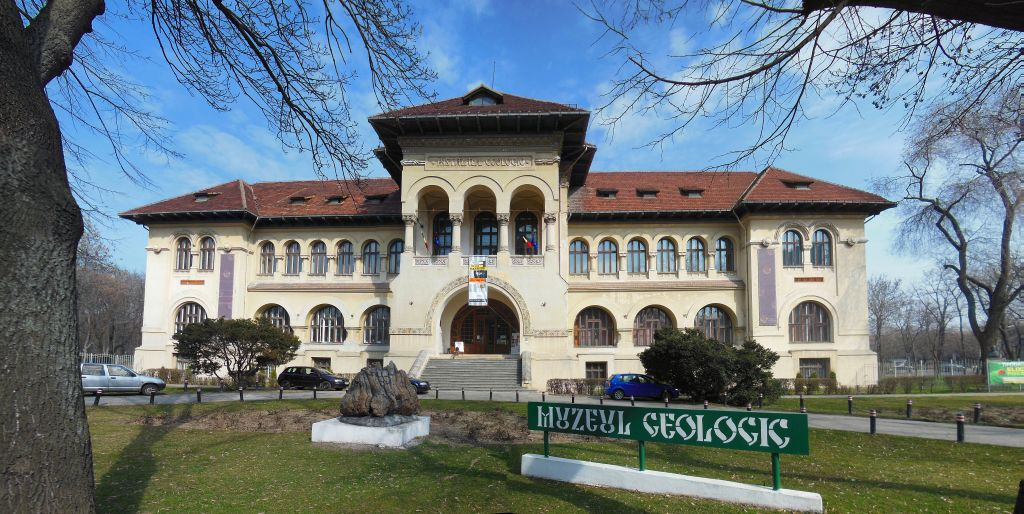